# アインホルン・ブラナー反応
アインホルン・ブラナー反応（英語: Einhorn–Brunner reaction）は、イミドとアルキルヒドラジンから1,2,4-トリアゾールの異性体の混合物を形成する化学反応である。